# ハワイの司法制度

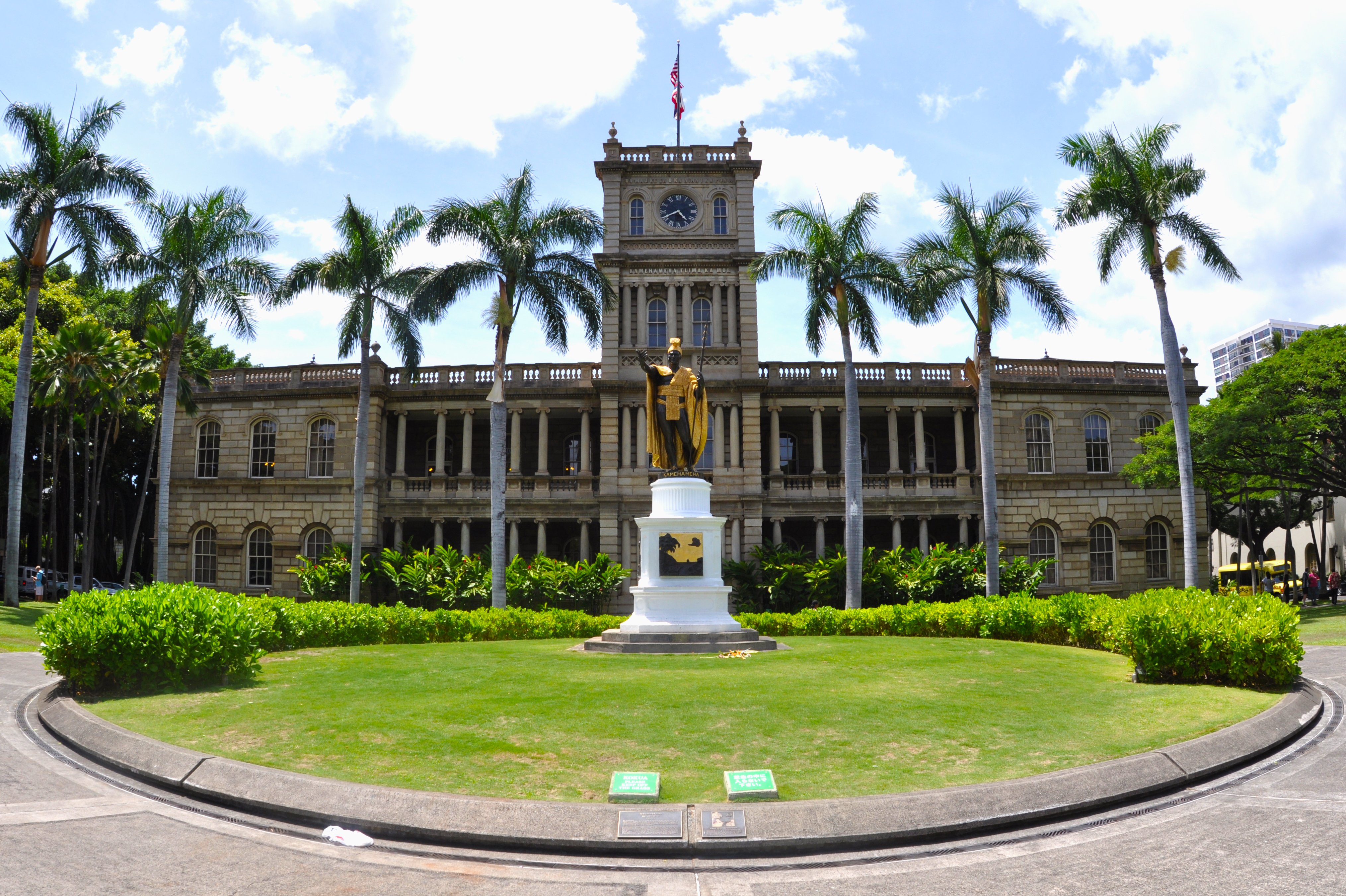
ハワイ州最高裁判所があるアリイオラニ・ハレ（Liiolani Hale）

ハワイ州の司法制度（ハワイしゅうのしほうせいど、英語: Hawaii State Judiciary）はアメリカ合衆国ハワイ州における司法府で、一番上がハワイ州最高裁判所で、その下に中間上訴裁判所（高等裁判所）、巡回裁判所（地区裁判所）、家庭裁判所などがある。

## ハワイ州裁判所
ハワイ州の司法制度は4つのレベルからできていて、2つの裁判レベルと2つの上訴レベルがある。裁判管轄区としては、第1巡回区（オアフ島）、第2巡回区（マウイ島）、第3巡回区（ハワイ島）、第4巡回区（カウアイ島）がある。

### 最高裁判所
ハワイ州最高裁判所（Hawaii State Supreme Court）は下のレベルからの上訴またはを受けて、州の最高裁判所としての判断を下す。裁判長１人と裁判官4人（共に定年は70才）がいて、任命はハワイ司法選挙委員会（Hawaii Judicial Selection Commission）の推薦を得て、州知事が10年の任期で任命するが、ハワイ州議会の上院の承認が必要である。ハワイ州最高裁判所の裁判はアリイオラニ・ハレ（Liiolani Hale
座標: 北緯21度18分20秒 西経157度51分36秒 / 北緯21.305478度 西経157.859974度
）で行われる。

### 中間上訴裁判所
ハワイ州中間上訴裁判所（Hawaii Intermediate Court of Appeals）はハワ イ 州で事実審裁判所と 一部の州機関から 来る 殆ど 全て の控訴を 審理する。3人の裁判官（定年は70歳）がいる。

### 巡回裁判所
ハワイ州巡回裁判所（Hawaii State Circuit Courts）では民事・ 刑事の両事件での一般的な管轄権を 持ち，陪審制裁判で行なう。

### 地方裁判所
ハワイ州地方裁判所（Hawaii State District Courts）は交通違反となどの軽犯罪を扱い、陪審制ではない。

### 家庭裁判所
ハワイ州家庭裁判所（Hawaii State Family Courts）は家庭法関係を扱う。

### 土地裁判所
ハワイ州土地裁判所（Hawaii Land Court）は州内で地権ま たは不動産権によ り 所有・ 占有さ れる土地の権利登記申請に対し、 第一審と し ての専属的管轄権を有している。

## 連邦裁判所

ハワイ州は連邦裁判所上訴裁判所および地方裁判所では、第9管轄区の一部。

なおアメリカ合衆国連邦裁判所に関しては、ハワイ州は「合衆国地方裁判所」（United States district court）の第9管轄区（本部はサンフランシスコ）の一部で、ホノルルに連邦地方裁判所（United States District Court of Hawaii）と破産裁判所（United States Hawaii Bankruptcy Court）がある。

## 参照項目
- 州裁判所 (アメリカ合衆国)
- 連邦裁判所 (アメリカ合衆国)